# Ostoja Jaśliska
Ostoja Jaśliska (PLH180014) – projektowany specjalny obszar ochrony siedlisk, aktualnie obszar mający znaczenie dla Wspólnoty, położony w Beskidzie Niskim, między Przełęczą Łupkowską na wschodzie, Przełęczą Sarbowską na zachodzie, a Królikiem Polskim, Duklą i Mszaną na północy. Tak ujęty obszar zajmuje powierzchnię 29 252,1 ha.

## Typy siedlisk przyrodniczych
W obszarze występuje 14 typów siedlisk z załącznika I dyrektywy siedliskowej:
- kamieńce
- murawy bliźniczkowe
- ziołorośla
- łąki świeże
- łąki konietlicowe
- torfowiska wysokie
- torfowiska przejściowe
- torfowiska zasadowe
- jaskinie nieudostępnione do zwiedzania
- kwaśne buczyny
- żyzne buczyny – ok. 40% całego obszaru
- grąd
- jaworzyny
- łęgi

## Fauna
Występuje tu ponad 20 gatunków zwierząt z załącznika II:
- wilk Canis lupus
- ryś Lynx lynx
- niedźwiedź brunatny Ursus arctos
- bóbr Castor fiber
- wydra Lutra lutra
- podkowiec mały Rhinolophus hipposideros
- nocek orzęsiony Myotis emarginatus
- nocek Bechsteina Myotis bechsteinii
- nocek duży Myotis myotis
- kumak górski Bombina variegata
- traszka karpacka Lissotriton montadoni
- traszka grzebieniasta Triturus cristatus
- poczwarówka zwężona Vertigo angustior
- brzana peloponeska Barbus peloponesius
- głowacz białopłetwy Cottus gobio
- nadobnica alpejska Rosalia alpina
- biegacz gruzełkowaty Carabus variolosus
- zgniotek cynobrowy Cucujus cinnaberinus
- zagłębek bruzdkowany Rhysodes sulcatus
- przeplatka aurinia Euphydryas aurinia
- czerwończyk nieparek Lycaena dispar
- paź żeglarz Iphiclides podalirius
- skalnik driada Minois dryas
- niepylak mnemozyna Parnassius mnemosyne
- modraszek nausitous Phengaris nausitous
- modraszek telejus Phengaris teleius
- modraszek arion Phengaris arion
- modraszek wikrama Pseudophilotes vicrama

## Inne formy ochrony przyrody
79,38% powierzchni obszaru leży w granicach Jaśliskiego Parku Krajobrazowego, a 20,61% w granicach Obszaru Chronionego Krajobrazu Beskidu Niskiego.
Na terenie obszaru znajduje się 9 rezerwatów przyrody: Bukowica, Cisy w Nowej Wsi, Wadernik, Modrzyna, Źródliska Jasiołki, Przełom Jasiołki, Kamień nad Jaśliskami, Rezerwat Tysiąclecia na Cergowej Górze i Olzy.